# Bernard Mottez
Bernard Mottez, né le 22 novembre 1930 et mort le 3 janvier 2009, est un sociologue français et un directeur de recherche honoraire au Centre national de la recherche scientifique et à l'École des Hautes Études en Sciences Sociales (EHESS) au Centre d'étude des mouvements sociaux[réf. nécessaire]. Bernard Mottez est connu pour la création du nom « langue des signes française » pour remplacer langage gestuel pendant le Réveil sourd.

## Biographie
Bernard Mottez naît le 22 novembre à Sainte-Colombe-sur-Seine. En 1953, il obtient une licence de philosophie puis entre 1955 et 1957, fait son service militaire. Il entre au CNRS comme stagiaire en 1960 et réussit son doctorat de sociologie, dirigé par Georges Friedmann.
En 1970, le Laboratoire de sociologie industrielle devient le Centre d’étude des mouvements sociaux. Les travaux de Mottez se centrent dès lors sur l’alcoolisme et les handicapés ; au cours d’un voyage d’étude en Suède en 1973, il approfondit ses recherches sur l’alcoolisme. D’autre part, il enquête sur la situation des sourds. À la suite de ce voyage, il rédige un projet ATP[Quoi ?] sur "La méthode des signes dans l’enseignement des sourds", son premier texte consacré aux sourds. 
Mottez rencontre le linguiste américain Harry Markowicz, qui travaille dans le laboratoire de linguistique de l’université Gallaudet à Washington, dirigé par William Stokoe.
Daniel Abbou est le voisin de Bernard Mottez.
Au retour du Congrès Mondial des sourds avec la Fédération mondiale des sourds qui a eu lieu à Washington DC en 1975, Bernard Mottez décide de prendre contact avec la population sourde française. Il consacre l'année suivante une importante étude de plusieurs pages intitulée : "À propos d'une langue stigmatisée". Sous sa plume, les termes « gestes », « mimique », « langage gestuel » disparaîtront au profit du nouveau statut qu'est la langue des signes. Avec l'arrivée et l'aide de Harry Markowicz, ils créent un groupe d'études linguistiques et sociologiques de la communauté sourde en France. Par la suite, ils organisent des séminaires à l'École des hautes études en sciences sociales où se retrouvent des parents, éducateurs, enseignants, orthophonistes, linguistes, psychologues et sourds. Par ailleurs, ils rédigent un bulletin mensuel appelé Coup d'œil, résumant les échanges des séminaires et diffusant nombre d'informations sur les langues des signes mondiales. Cette revue est publiée de janvier 1977 à juin 1986.
Il est surnommé par la communauté sourde "L'abbé de l'Épée des temps modernes".
À la suite de son décès, un hommage lui a été rendu à Paris le 7 février 2009, où se sont manifestés de nombreuses personnalités de la communauté sourde française, ainsi que de la communauté scientifique.

## Vie privée
Bernard Mottez s'est marié avec Dora Guerra, d’origine salvadorienne, le 22 mars 1958 dans l'église Saint-Germain de Charonne ; ils ont deux enfants en 1960 et 1964. La nuit du 20 novembre 2016, son épouse décède à Paris.

### Ouvrages
- Patrice Gicquel, Il était une fois… les sourds français, Paris, Éditions Books on Demand, 2011, 208 p. (ISBN 978-2-8106-1306-9)

### Sources
- « L'œil et la main », sur france5.fr (consulté le 18 septembre 2020)